# Wychnor Hall

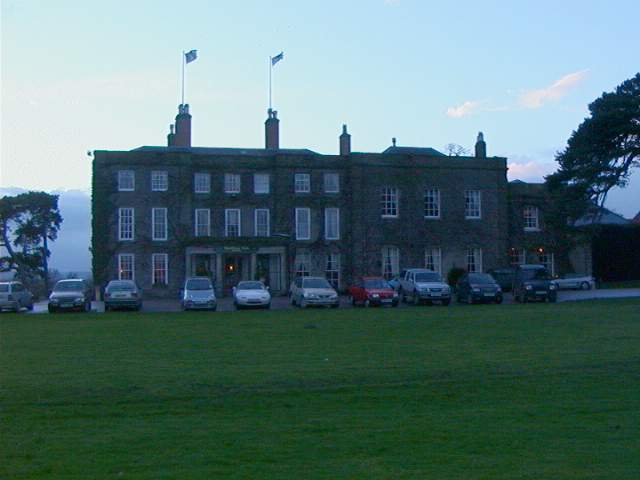
Wychnor Hall, residência da família Levett por muito tempo.

Wychnor Hall (ou Wychnor Park) é um palácio rural inglês do século XVIII, localizado nas proximidades de Burton on Trent, Staffordshire. Pertencente de início à família Levett, descendentes de Theophilus Levett, administador da cidade de Lichfield no início do século XVIII, o edifício foi convertido num clube de campo. É um listed building classificado com o Grau II. Wychnor toma o seu nome do termo em inglês antigo que significa "aldeia numa margem".

## História

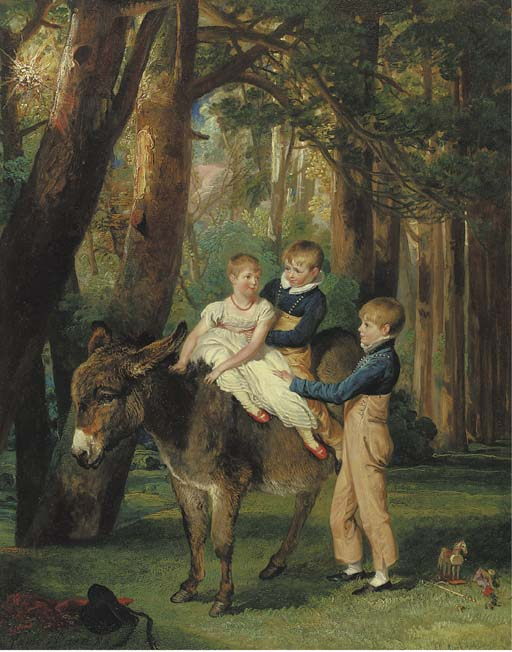
As Crianças Levett. John, Theophilus e Frances Levett. Retrato por James Ward, Wychnor, Staffordshire, Novembro de 1811.

Diz-se que o rei Jaime I terá estado num edifício existente no local em 1621 e 1624. O actual palácio data da época da Rainha Ana (reinou de 1702 a 1714) mas foi muito alterado e ampliado em meados do século XIX.
O palácio foi por muitos anos a residência da família Levett (aparentados com os Levett de Milford Hall). A família veio do Sussex, chegando ao Staffordshire a partir de Cheshire no início do século XVIII. Theophilus Levett foi administrador (secretário municipal) da Cidade de Lichfield entre 1721 e 1746 e o seu neto, e homónimo, foi Arquivista de Lichfield e, em 1809, Alto Xerife de Staffordshire. Os Levetts também tinham casas em Lichfield e várias ruas na cidade têm, actualmente, nomes em sua homenagem. Theophilus Levett foi baptizado em consideração a Theophilus Hastings, 7 Conde de Huntingdon, cuja esposa, a Condessa de Huntingdon, era avó de Levett. Os Levett também tinham terras em Edial e Curborough (herdadas dos seus antepassados Babington) e um pouco por todo o lado no Staffordshire. O filho de Theophilus Levett, John Levett, proprietário rural, investidor e, por vezes, membro da Sociedade Lunar, foi Membro do Parlamento por Lichfield. John Levett também foi amigo de longa data de Matthew Boulton, o antigo inventor, assim como um dos primeiros investidores na Soho Manufactory de Boulton. Um outro John Levett foi Alto Xerife de Staffordshire em 1846. Theophilus John Levett, neto do primeiro Theophilus, foi Membro do Parlamento por Lichfield entre 1880 e 1885.
A família teve uma longa associação com Samuel Johnson, a quem o primeiro Theophilus Levett contou entre os seus amigos e a quem emprestou dinheiro, incluindo responsabilizar-se pela hipoteca da casa da mãe de Johnson em Lichfield, no dia 31 de Janeiro de 1739, por 80 libras. Johnson escreveu frequentemente a Levett e, mais tarde, ao filho de Levett, John, implorando pela dilatação dos seus pagamentos em atraso. Levett, mais tarde, transportou a hipoteca, assim como outras dívidas, para Johnson, o qual acabou por liquidá-las em 1757.

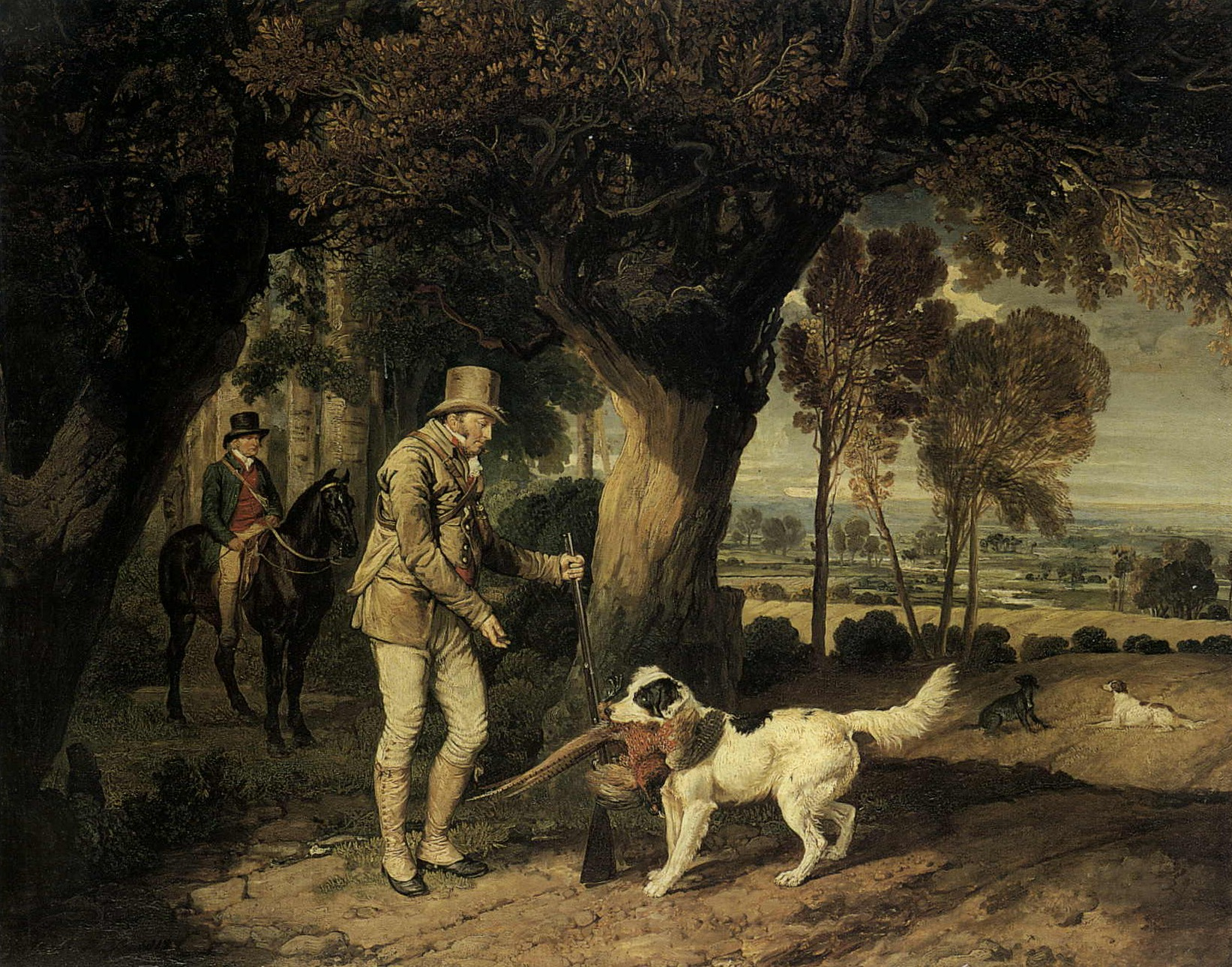
John Levett recebendo um faisão do retriever na sua propriedade em Wychnor, por James Ward, 1812.

Theophilus Levett teve uma longa amizade com David Garrick, um actor e dramaturgo inglês, amigo de Samuel Johnson, que também tinha crescido em Lichfield.
Muitos membros da família Levett do Wychnor Hall e do Packington Hall formaram-se em Oxford. Ao longo dos séculos, membros da família Levett de Wychnor ligaram-se por matrimónio com outras famílias do condado, transportanto o seu nome para as linhagens dessas famílias Os Levett-Prinseps, por exemplo, descendentes dos Levvett de Wychnor, possuiam antigamente o Croxall Hall, no Derbyshire. Dos seus descendentes da família Prinsep, o primeiro a distinguir-se foi o Membro do Parlamento John Prinsep, o qual começou por fazer fortuna na Índia, com a produção de indigo e outros negócios.
Os Levett de Wychnor e, mais tarde, de Packington Hall, foram descendentes da família Aston, Altos Xerifes de Staffordshire, os construtores do Tixall Hall em Tixall, próximo de near Stafford, no Staffordshire. Theophilus Levett, de Lichfield, cujos descendentes viveram em Wychnor, tinha, na sua casa de Lichfield, um retrato do seu antepassado Sir Edward Aston, Alto Xerife de Staffordshire. Os Levvet de Wychnor são descendentes dos Tixall Astons através da família Elton de The Hazle, Ledbury, Herefordshire. O Tixall Hall acabou por passar para a família Clifford.

## Costumes
Existem vários costumes curiosos associados com Wychnor, pelo menos um dos quais se diz ter começado com Sir Philip de Somerville, dono do solar de Wychnor em 1338. Uma fatia de bacon foi mantida no edifício (mais tarde substituída por uma efígie do mesmo em madeira). A fatia podia ser reclamada por qualquer um que tivesse estado casado por um ano e que não se tivesse arrependido da sua escolha.